# Marisol Aznar
Marisol Aznar Mendoza (Zaragoza, 1972) es una actriz, guionista y cantante españolaconocida por el programa Oregón Televisión (TV) y por su participación en películas como Bendita calamidad (2015) y Perdiendo el este (2019) y en series televisivas como Cuerpo de élite y El último show.

## Trayectoria
Aznar es Licenciada en Historia del Arte y diplomada en la Escuela Municipal de Teatro de Zaragoza. Es autora de sketches, piezas de teatro, compositora de letras de canciones y voz femenina de los musicales del programa de televisión Oregón Televisión, el programa líder de audiencia regional de la televisión autonómica Aragón TV. Es uno de los rostros más populares de Aragón.

### Teatro
Actriz en compañías teatrales como Teatro Hécate, Teatro de la Ribera, Teatro de la Estación, La Luna Teatro. Creadora, actriz y guionista de la Compañía teatral Los McClown, y obras como Tiempos Modorros. En 2011, creó su propia compañía de teatro junto con su compañero Jorge Asín.
Desde 2022, conduce el podcast de humor y entrevistas El patio de mi casa junto a Encarni Corrales, que en 2023 dio el salto al formato teatral.

### Televisión
Actriz y guionista en programas como Que viene el Lobo (Antena Aragón), El club de la comedia (Canal Plus), Más te vale XXL (Canal Plus), Vaya Comunidad (Aragón TV), Alsa Kadula (Antena Aragón) y Tres eran tres (Aragón TV). Asimismo, ha intervenido como actriz en series como Cuerpo de élite (Atresmedia Televisión), Señoras del (h)AMPA (Mediaset), El último show (Aragón TV) y Venga Juan (HBO Max).
Creadora del formato, guionista y actriz de Oregón Televisión a lo largo de todas sus temporadas.

### Música
Vocalista del grupo "Al Son del Sur".

### Novela
En 2023, publicó junto a María Frisa su primera novela, No podría estar más contenta, un libro de humor en torno a una mujer de mediana edad que tiene que lidiar frente a las tribulaciones de su entorno y, ante todo, frente al sentimiento de culpa que le acecha constantemente.

## Reconocimientos
En 2004, Aznar fue la presentadora de la 51.ª edición de los Premios Ondas en el Gran Teatro del Liceo en Barcelona.
Una década después, en 2014, el programa Oregón Televisión, en el que Aznar participa como guionista y actriz, recibió el Premio Iris 2013-2014 al mejor programa de entretenimiento autonómico de la Academia de Televisión.
En 2013, fue pregonera de las Fiestas del Pilar de Zaragoza junto a Jorge Asín.
En 2016, Aznar recibió la Sabina de Plata por su contribución a la visibilidad de las mujeres aragonesas en la vida cotidiana y en la creación artística.